# عمارة رومانسكية

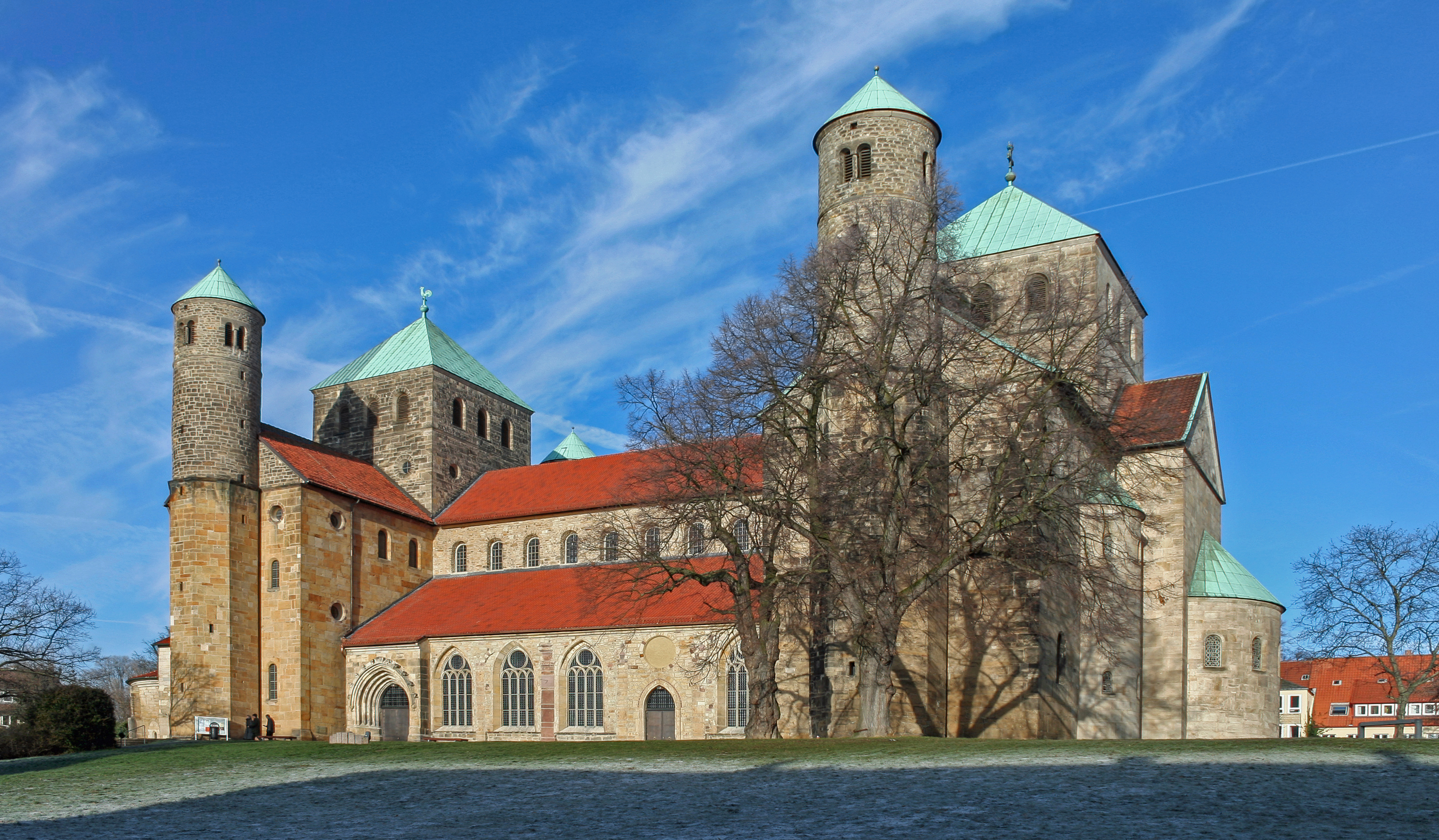
كاتدرائية سانت ميشيل بألمانيا

La volta a botte، elemento simbolo dell'architettura romanica: (1) chiave di volta; (2) cuneo; (3) estradosso; (4) piedritto; (5) intradosso; (6) freccia; (7) corda; (8) rinfianco.

حينما بدأت الإمبراطورية الرومانية في الاضمحلال، وبدأ الطراز الرومانسكي في الظهور في أقطار غرب أوروبا والتي كانت لا تزال تحت سيطرة روما، وحددت المواقع الجغرافية لهذه البلاد كثير من مظاهر الطراز وخصائصه. وفضلاً عن أن هذا الطراز من أصل روماني حيث أشتق اسمه، فإنه يدين بعض الشئ إلى العمارة البيزنطية، ولا ريب أن وجود الكثير من المباني الرومانية في إيطاليا وجنوب فرنسا كان له أكبر الأثر على معالم العمارة الرومانسكية في هذه المنطقة، حيث يضعف هذا التأثير في شمال فرنسا وألمانيا وإنجلترا لعدم وجود مباني رومانية في هذه المناطق.

## القبو في العمارة الرومانسكية
أهم ما يلاحظ في هذا الطراز كثرة الأقبية وان هذا بسبب تأكل الأسقف الخشبية بسبب النيران. وكانت الطريقة المستخدمة مستوحاة من الطريقة الرومانية حيث يتقاطع قبوين مستمرين نصف دائريين متساويين، مما ينتج عنه أن يكون سطح التقاطع على شكل بيضاوي. ثم تطورت حيث تم تحديد القبو المتقاطع عن طريق عقود يقال لها ribs تتكون من أضلاع عرضية وأضلاع متقاطعة. وكانت دعائمه عبارة عن أعمدة مربعة الأضلاع يحيط بها أعمدة أو أكتاف ترتكز عليها أحيانا أنصاف أعمدة وأكثر هذه الدعائم استخداما هو الذي يكون على شكل صليب إغريقي. وتتميز أيضا بالعقود المخمسة أو المدببة.

## الأعمدة
تمتاز الأعمدة في العصر الرومانسكي بتيجانها المختلفة الأشكال وأبسط أنواع هذه التيجان على شكل سلة ويتألف من مكعب قطعت زواياه السفلية بشكل مُستدير.

## تطور الطراز عبر أوروبا
انتشر الطراز تقريبا في جميع أنحاء أوروبا وإن ظهر أثره جلياً في فرنسا وألمانيا وإنجلترا بالأخص. فيما يلي عرض لأهم خصائص وأمثلة العمارة الرومانسكية ببعض مناطق أوروبا.

### الطراز الرومانسكي الإيطالي
- سانت امبروجيو، ميلانو
- سان زينو، فيرونا
- مجموعة بيزا (الكاتدرائية وبرج التعميد وبرج النواقيس)، بيزا

### الطراز الرومانسكي الإنجليزي
استعمل الإنجليز العقود الزخرفية في نهايات الحوائط من الخارج وقد كانوا دائما يقيمون برجا مربعا للأجراس أعلى تقاطع أذرع الكنيسة مع البهو الرئيسي. وكان يسمى الطراز الرومانسكي في إنجلترا بالطراز النورماندي.
- كاتدرائية ديرهام 1066
- كاتدرائية كانتبري
- كاتدرائية هيرفورد

### الطراز الرومانسكي الألماني
تحررت قليلا من تأثير العمارة الرومانية، فنجد أنه كان حتى هذا العصر للكنيسة مدخلًا من جهة الغرب وقبلة واحدة من جهة الشرق، فجاء الألمان وأضافوا قبلة أخرى في الغرب فأنتقل المدخل إلى جوانب الكنيسة، وفي بعض الأحيان كانت توجد ثلات قبلات.
أما المساقط الأفقية فكانت كما هو متبع على شكل صليب ذات أسقف خشبية أعلا البهو الأوسط وأقبية أعلا الأجنحة الجانبية.
- سانت ميشيل، هيديلشيم.
- كنيسة المرسلين، كولونيا.
- كاتدرائية اكس لاشبيل.

## العمارة الرومانيسكية
إن العمارة الرومانيسكية هي أسلوب تشييد خاص بالفن الرومانيسكي، والتي أنتشرت في أوروبا القرن الحادي عشر والثاني عشر حتى ترسخ الفن القوطي في فرنسا القرن الثاني عشر وبشكل أكبر في الدول الأوروبية الأخرى. 
الصفة «رومانيسكي» هي الترجمة الإيطالية لكلمة roman وهي لفظة أُطلقت في القرن الثامن عشر في فرنسا للأشارة إلى اللغات والأداب الرومانية واللاتينية الحديثة.
تشارليز دي جيرفيل عرف أيضاً كلمة "roman" في لغتة المعمارية حيث حاز نجاحًا: ففي فترة قصيرة كلمة «رومانيسكي» كان يوصف بها كل الثقافة التصويرية في فرنسا والتي تطورت بعد الرومانيون من أجل ازدهار العمارة الغوطية.

## المفهوم الرومانيسكي
إن مصطلح «رومانيسكي» يرجع تحديدًا إلى العمارة الرومانية والتي أخذ منها بعض العناصر التركيبية (القوس، العمود، الدعامة والقبو) وخلفية ضخمة ومتسعة. ومع ذلك فتفسير الرومانيسكية بأنها إحياء لعلم التشييد الروماني وبالتالي فضائية العمارة الأمبراطورية ليست مقبولة من الجميع ولكن اقترب مفهموم العمارة الرومانية بأنها مشتقة من العمارة الرومانيسكية.
وعلى نفس نسق المصطلح الرومانيسكي والذي يستخدمهُ المؤرخون فهناك بعض المصطلحات مثل ما قبل الرومانيسكية (والتي تشير إلى الإنجازات المعمارية في القرن التاسع والعاشر)، والرومانيسكية البدائية (والتي تشير إلى المظاهر الأولية لهذة اللغة الحديثة في المرحلة ما بين القرن العاشر والحادي عشر)، والرومانيسكية المُتأخرة وذلك بالنسبة للأقاليم والتي لم تتقبل الأسلوب الغوطي الجديد في القرن الثالث عشر. من منتصف القرن التاسع عشر وحتى أوائل القرن العشرين أصبحت العمارة الرومانيسكية مصدر إلهام لأتجاه فني جديد والتي عرفت بعمارة رومانية حديثة.

## الإطار التاريخي

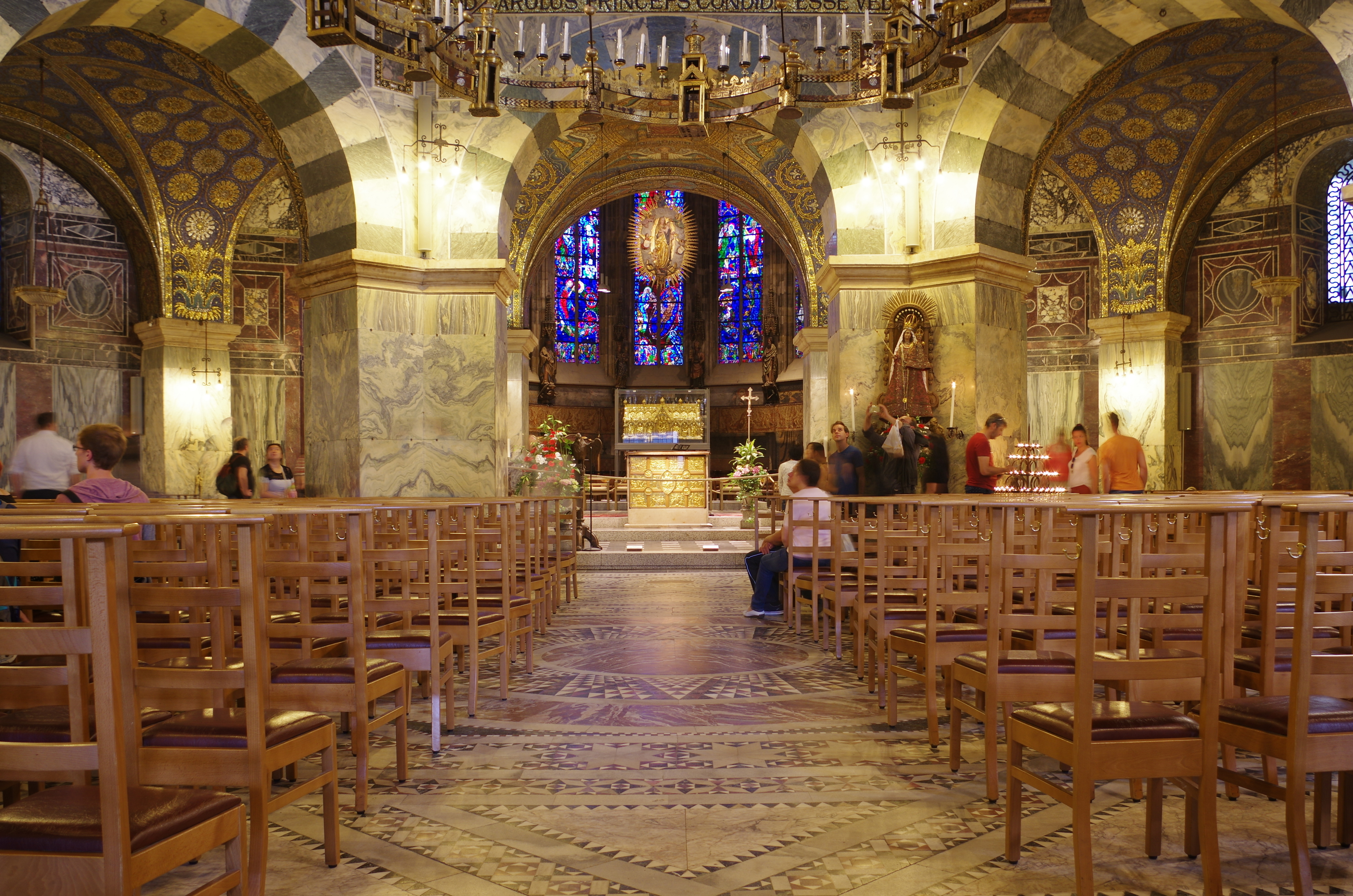
آخن، دوم، المثمن

إن الثقافة والحضارة الأوروبية قد خضعت لطفرة بعد عام 1000، ويرجع ذلك إلى سلسلة من ابتِكارات التكنولوجية في مجال الزراعة أولاً والذي أدى إلى زيادة الإنتاج الغذائي وانتشال السكان من نقص غذاء متوطن. مما أدى إلى بدء مرحلة مميزة والتي تسمح بزيادة عدد السكان وأستئناف التجارة وتنمية القرى والمدن التي تعتبر مركز الأسواق؛ إن نمو المناطق الحضرية أدى تدريجيًا إلى ظهور طبقة أجتماعية جديدة وهي«البرجوازية» والتي مُتخصصة في الأنشطة التصنيعية والتجارية والوسيطة بين الفلاحين والأرستقراطيين أو رجال الدين. وكذلك في فرنسا، فقد قام النظام الإقطاعي بتفكيك السلطة وذلك من أجل تكوين طبقة لسادة الحرب. كل هذة الكيانات طالبت بأنشاء مباني جديدة وخاصتا الدينية. ويضاف إلى ما سبق الأصلاح الديني التي تقوم به الأديرة (مثل دير كلوني في القرن الحادي عشر وسيتواكس في القرن الثاني عشر)، ونظام الكنائس الأبرشية في الأرياف، وأنتشار الرحلات الدينية وبالتالي الكنائس الكبرى والمستشفيات ومساكن للحجاج.

## خصائص الرومانيسكية
إن الرومانسيكية تتمثل بوضوح في جانبين متناقضين: الجانب الأول أنها ليست نتاج دولة واحدة أو أقليم واحد ولكنها نشأت في فرنسا وإيطاليا وألمانيا وإسبانيا بشكل متزامن، وأثناء تطورها أحدثت تأثيرات متبادلة في كل أوروبا الغربية حتى أنشأت فعليا ثقافة أوروبية.
الجانب الأخر أن كل أقليم يقدم نماذج ومخططات بنائية ومادية مُختلفة عن بعضها البعض. وهذة الطبيعة الثنائية من المحتمل أن تكون الصورة التاريخية والجغرافية الأفضل لأوروبا في العصور الوسطى وذلك لأنها وحدت عناصر عالمية بأخرى محلية بشكل كبير. وهذا يحتوي على مجموعة خصائص متنوعة والتي يمكننا نسبتها إلي العمارة الرومانيسكية.

## العمارة الدينية

### العمارة الدينية الداخلية
وبالأخذ في الأعتبار الاختلافات المحلية، نستطيع أن نجد بعض العناصر المميزة في الأسلوب الرومانيسكي وخاصة فيما يتعلق بالمنشأت الدينية والتي هي أكبر مظهر لذلك. على سبيل المثال، فالتقسيمة الداخلية غالبًا ما تكون مفصلة وتنقسم إلى امتدادات: الامتداد الواحد في صحن الكنيسة المركزى (بقاعدة مربعة) كثير ما يقابله امتدادان بطول أقل بمقدار النصف في اصحان الكنيسة الجانبية. يكثر بناء الحوائط الصلبة، ومعالجة الأسطح تكون بطريقة قابلة للتشكيل سواء من الداخل أو الخارج، مع وجود عناصر بارزة وأخرى مُضمرة، والتي بالإضافة لأنها تباين تقوسات القناطير فهى تخلق ألعاب الضوء والظل. لا يتم استخدام العمدان فقط في كنائس المسيحية المبكرة ولكن تستخدم أيضًا الدعامات، وبعد ذلك تم استخدام دعامات مُركبة كتلك على شكل الصليب بأنصاف عواميد بداخلها.
تقدم العمدان، عدا حالات الترميم، تيجان منحوتة بأشكال للنبات أو أشكال خيالية، إما هندسية، ولكنها على أية حال أصيلة ومختلفة مقارنة بالهندسة المعمارية الرومانية أو الخاصة بالمسيحية المبكرة.

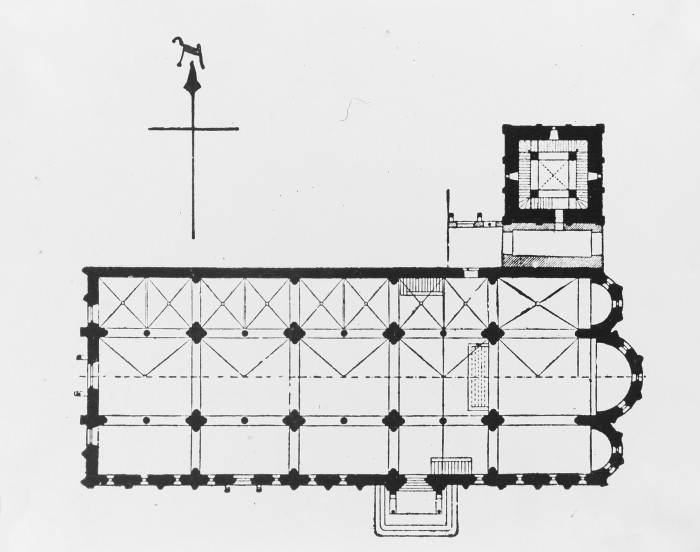
Pianta della cattedrale di Modena، (إيطاليا)
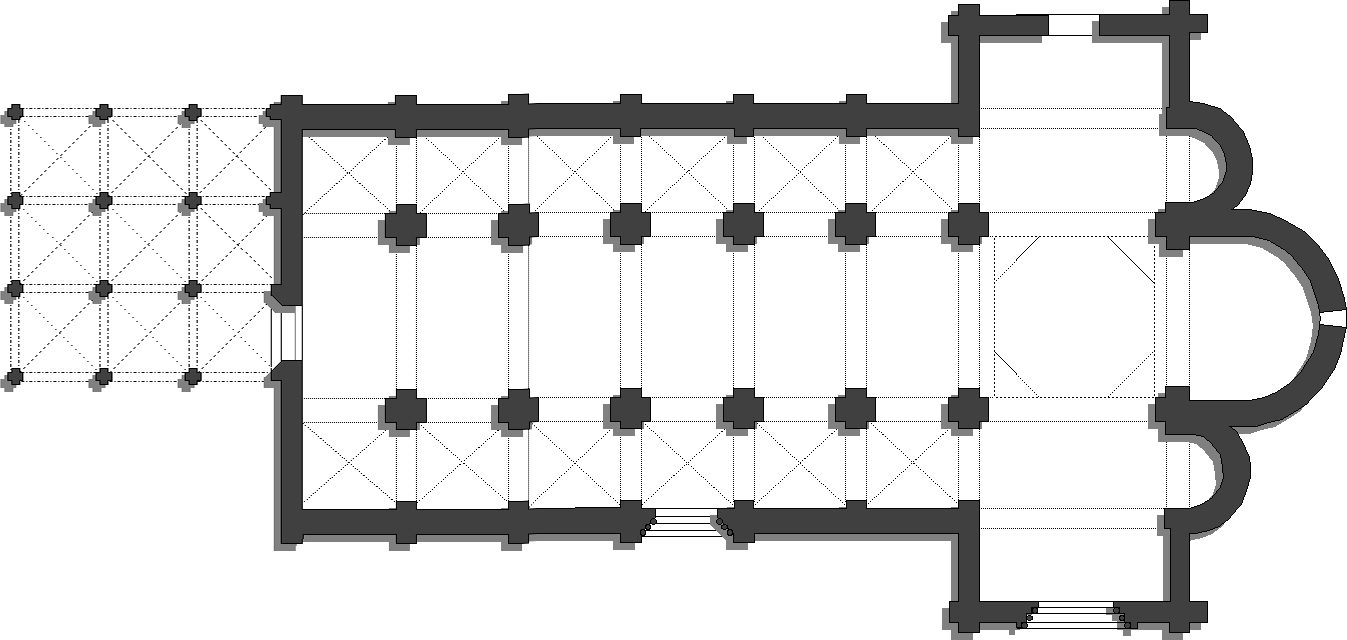
Pianta della Basilica di Sant'Isidoro di León، (Spagna)
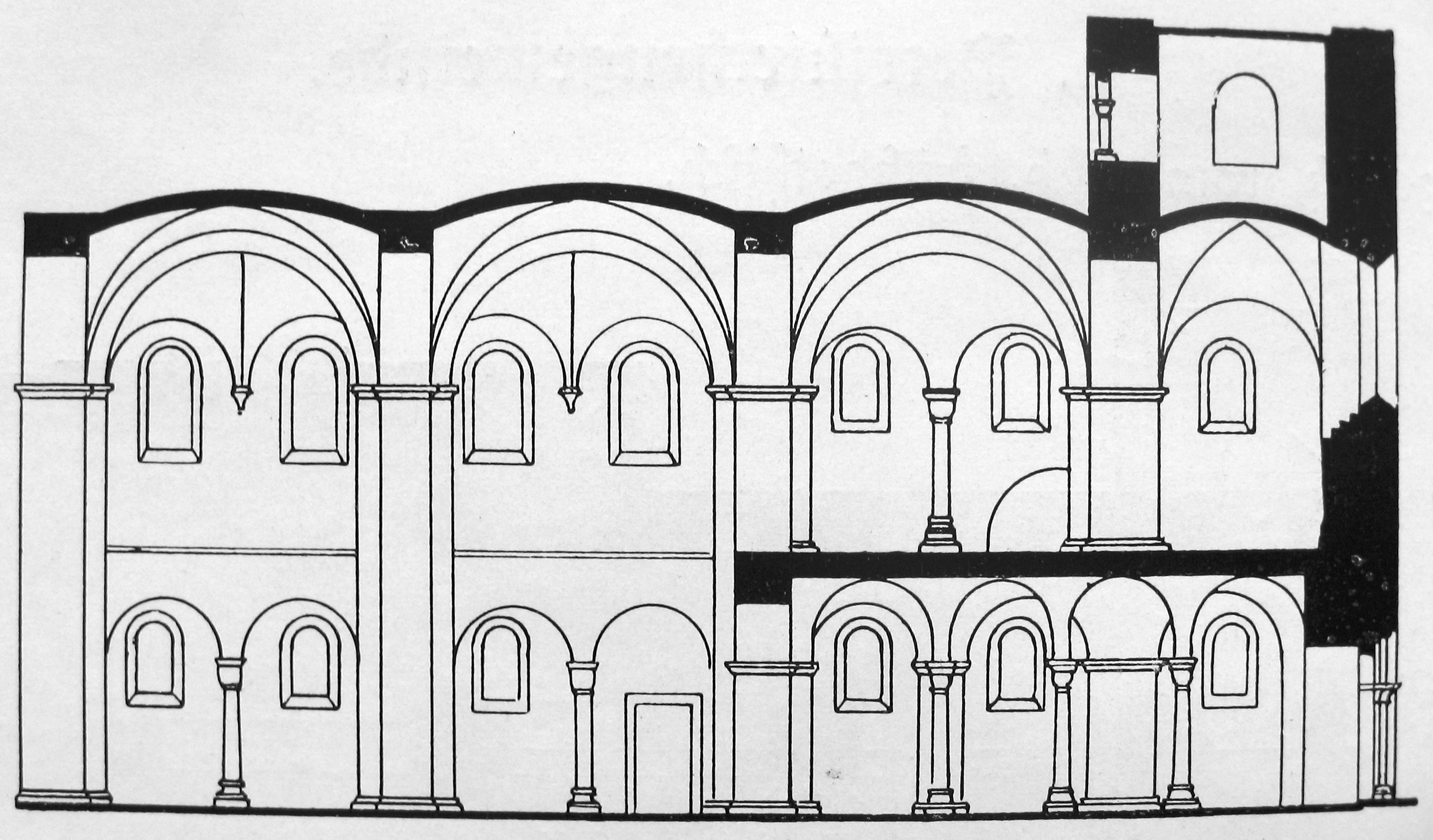
Sezione longitudinale della navata centrale della cattedrale di San Patroclo a Soest، (جرمانية)

## الأقباء وما فوقها الصليب

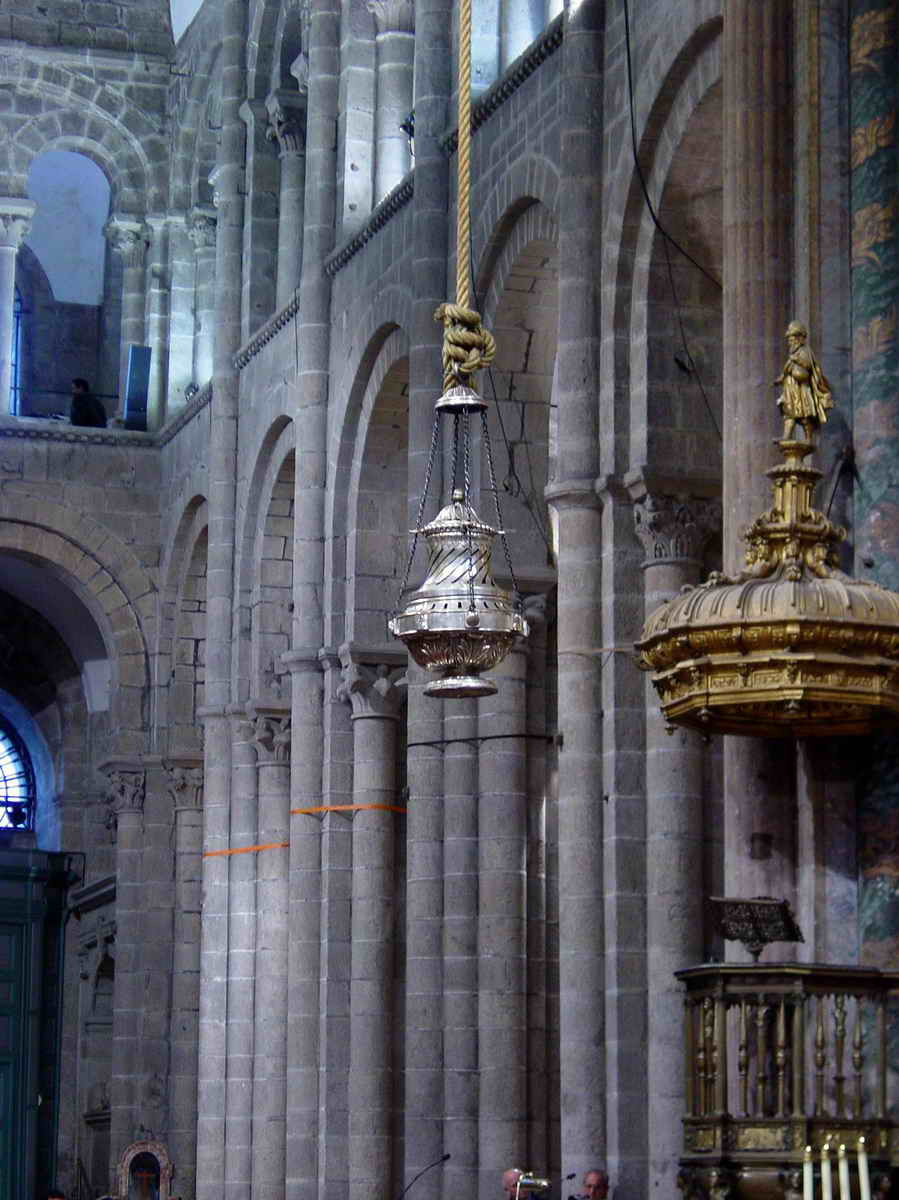
من داخل كاتدرائية سانتياغو في كومبوستيلا.

في القرن التاسع عشر أتخذت مدرسة الفلسفة الوضعية (الواقعية) أستخدام القبب المُغطاة عُنصرًا مُميزًا للعمارة الرومانيسكية والأقباء خاصة، وتبسيطاُ ربما يكون إلزاميا من أجل تطور يربط بين فن العصور الوسطى والفن الغوطي والذي لا يتتطابق تمامًا مع الواقع.
من جهة فإن المنشأت الهامة المتعلقة بالعمارة الرومانسكية مثل الكاتدرائية في مودينا وسان ميناتو ال مونتي في فلورنسا والكنيسة الرئيسة سانت إتيان في كاين كانت في البداية مُغطاة بأعمدة، والتي فيما بعد تم إستبدالها بالقباب. ومن جهة آخرى فأن أستخدام القباب وخاصة في المناطق الصغيرة، كان موجودًا بالفعل قبل عام 1000، على سبيل المثال في الكنائس الواقعة في المنطقة ما بين فورلي ورافيننا، ومنذ بداية القرن الحادي عشر في المنطقة الألمانية ولومبارديا، وأيضآً في كنيسة سانتا ماريا الكبري في لوميلو.
إن القباب وما فوقها الصليب كانت بشكل ما واحدة من المؤثرات التي سمحت بتنفيذ البنايات الرومانية الرائعة؛ والتي تتكون من تقاطع قوسين مائلين والذين يتميزوا بصفة ثابتة وهي تحمل الثقل بدلًا من الهيكل المعماري بأربعة دعامات ركنية فقط وذلك فيما يتعلق بالقباب النصف دائرية؛ مما أدى إلى تقليل الحاجة للأعمدة وإمكانية تخفيف الضغط على الجدران، والتي من المُمكن أن تكون لهذا السبب أكثر طولاُ في الأرتفاع وبها العديد من النوافذ متقدماُ بها نحو الغوطية في هذه الفترة الزمنية.

## التطوير المحلي للرومانيسكية
الرومانيسكية قد كانت ظاهرة أثارت اِهتمام مناطق واسعة من أوروبا حيث أن كل منطقة تتميز عن الأخرى لوجود بعض الأختلافات. وفي نهاية الأمر فإن الانعكاسات الإقليمية لا سبيل إلا إليها في أقليم كبير بهذا الشكل ومع أنماط مختلفة من الحكومة: في المنطقة الألمانية كان مازال قويًا سلطة الأباطرة، ولذلك فمن الطبيعي الإستمرارية الفنية مع العمارة الفرنجية والعمارة الأوتونينية، بينما أدي التطور المبكر للبلديات في إيطاليا إلى مشهد أكثر حركة وأختلافًا. بالنسبة لإيطاليا فإن الكاتدرائية هي النموذج الأثري بينما في فرنسا الدير، في إسبانيا فقد تعاونت الأديرة الكبرى مع أمراء المدن من أجل إنشاء الأضرحة أماكن العبادة للحجاج؛ في جنوب إيطاليا فإن الأجواء شجعت علي التبادل مع العرب والبيزنطيون؛ وأخيرًا في نورمانديا كان هناك طبقة من الأمراء، بدعم كبير من رؤساء الأديرة والأساقفة، أسسوا سلسلة من المؤسسات المهيبة لتشرييع سلطتهم، الأمر الذي تكرر بعد أحتلال أنجلترا.

## التسلسل الزمني

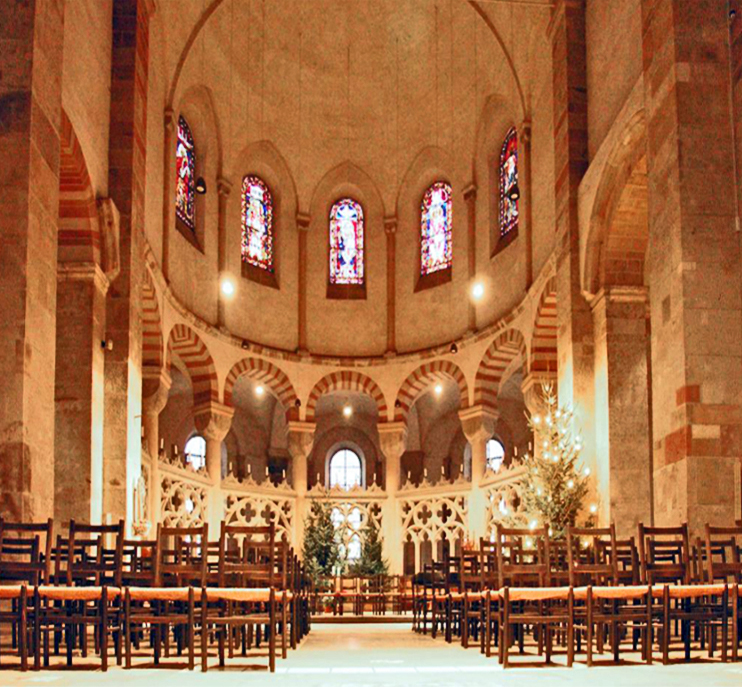
من داخل كنيسة سانتا ماريا في كولونيا.

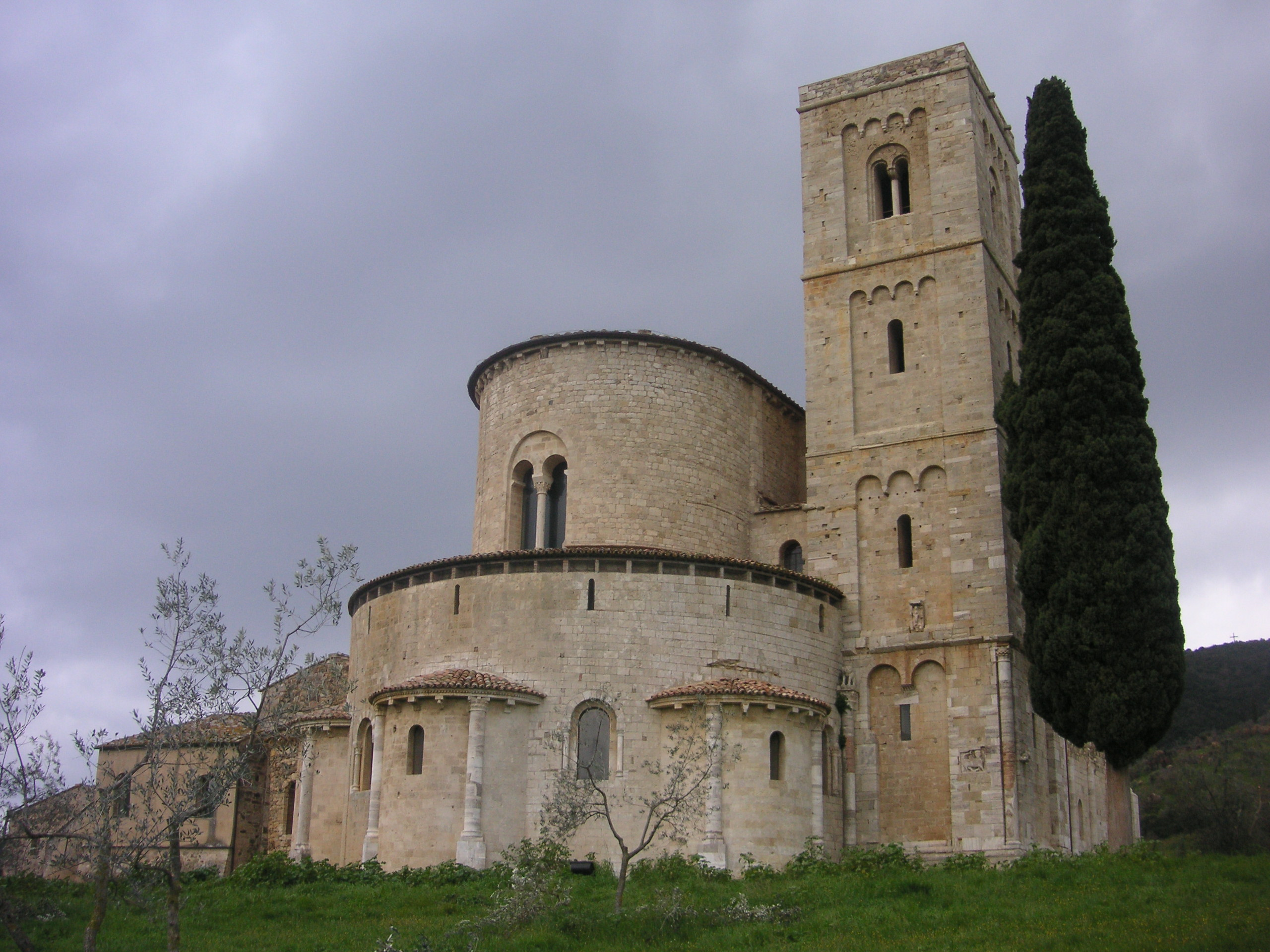
دير سانت أنتيمو، توسكانا: صدر الكنيسة بممر أقصاه محراب

قد يكون مجديأً ترتيب قائمة مرتبة ترتيبأً زمنيأً بأسماء المعالم الأثرية الرئيسية المنشأة في أوروبا ما بين القرن الحادي عشر والنصف الأول من القرن الثاني عشر: 
- نصف القرن الحادي عشر: بناء كنيسة دير سانت فوي في كونكويس.
- 1059: تقديس التعميد في فلورنسا.
- 1061: الكاتدرائية الأولي في سبييرا.
- 1065: كنيسة سانتا ماريا في كابيتول في كولونيا.
- 1067: ديرJumièges
- 1080 - 1070 :
- كنيسة سان ماركو في فينيسا.
- كنيسة سان أبونديو في كومو.
- كاتدرائية بيزا.
- كنيسة سان أتيان (الرجال) في نيفيرس.
- كنيسة سان أتيان (الرجال) في كا.
- كنيسة لا ترينتي (النساء) في كا.
- 1075: بداية إعادة بناء كاتدرائية سانتياجو في كومبوستيلا.
- 1080: إعادة بناء الكاتدرائية في سبييرا.
- 1090 - 1080 :
- إنشاء الكاتدرائيات الأنجليزية لسان ألبانز، وينشيستر، إيلي.
- كنيسة سان نيكولا في باري.
- 1088: بناء كنيسة كلوني الثالثة.
- 1090 - 1100:
- تأسيس كاتدرائية درهام.
- دير كنيسة سانتا ماريا لاغ.
- كنيسة سان ميخائيل في بافيا.
- إعادة بناء كنيسة سان أمبروجيو في ميلانو.
- 1096: تكريس كنيسة سانت سيرين في تولوز.
- 1099: إنشاء كاتدرائية مودينا.

## ألمانيا

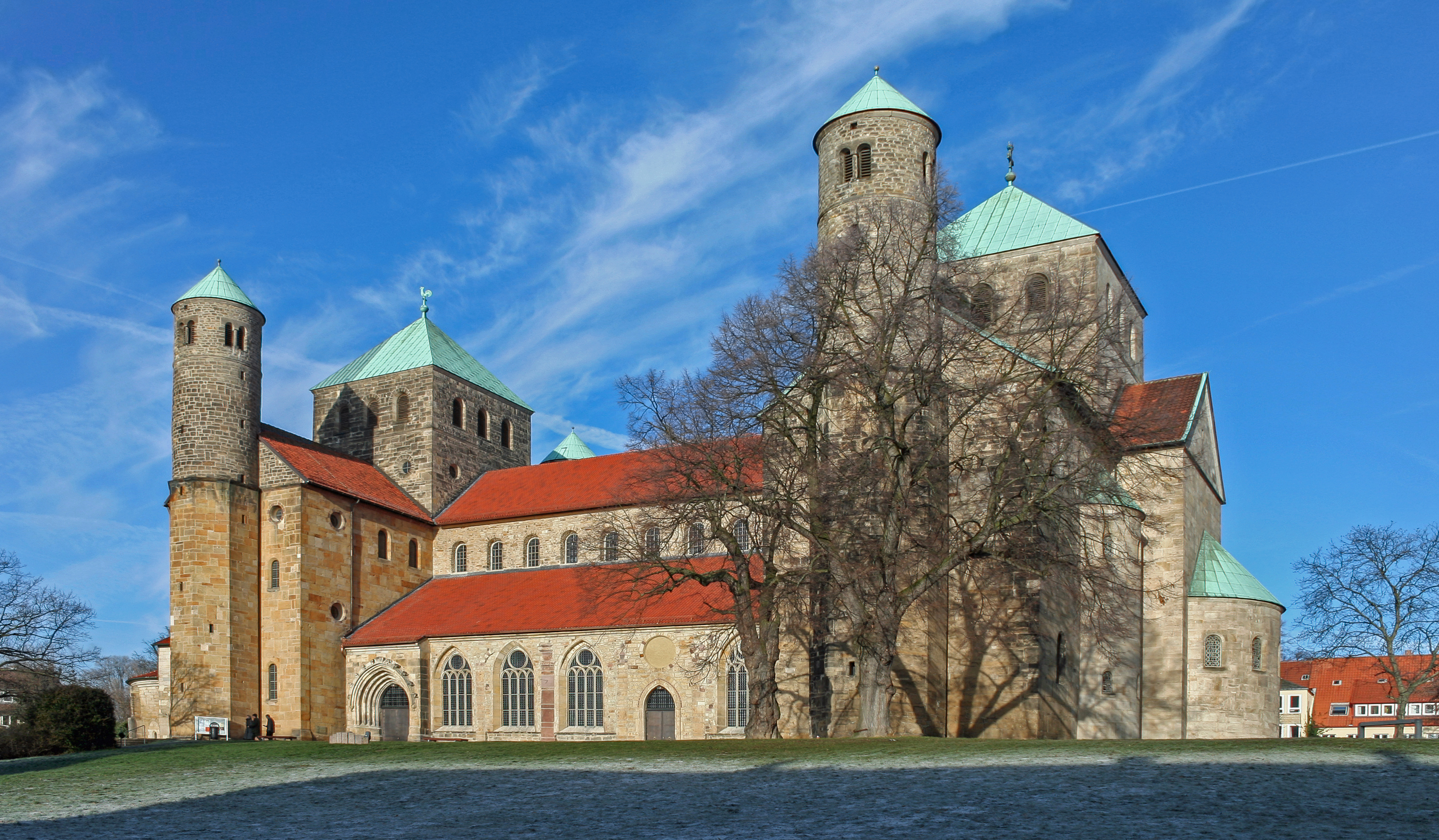
سان مايكل في هيلدسهايم

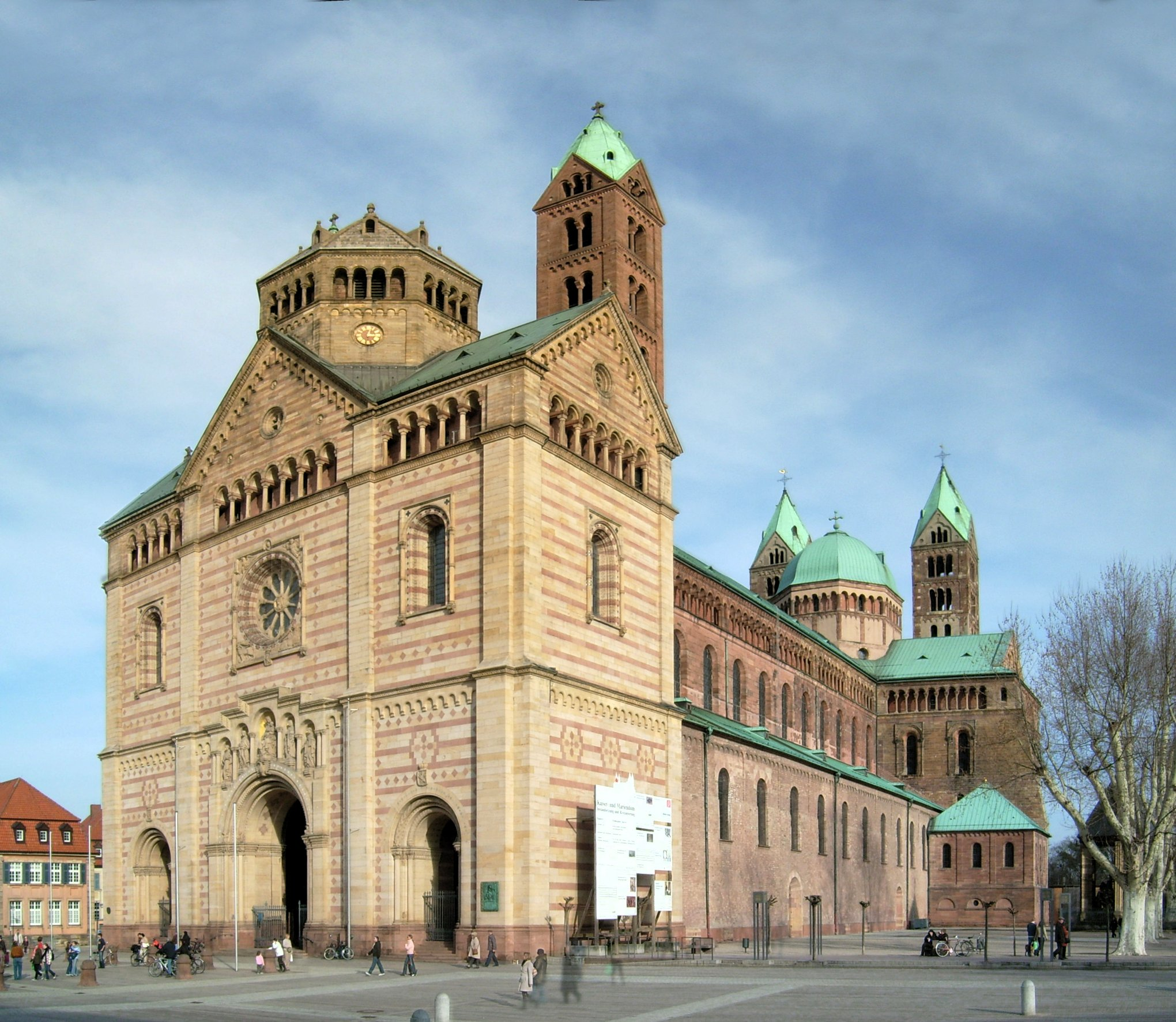
الكاتدرائية الجديدة في سبييرا

من الواضح أن ألمانيا هي الدولة حيث تُضافر الفن الروماني مع الفن الأتوني الخاص بهذة المنطقة.
ومن كنيسة سان ريكاريو في سنتيولا (بالقرب من آبييفل الحالية، في شمال فرنسا) ُأنشئ العديد من العمارات الألمانية والتي يرجع تاريخها إلى أواخر القرن العاشر: وينتمي إلى هذا الإتجاة كنيسة سان بانطاليون والتي تتميز أساسيًا بـ 980 (Westwerk).
نمط (Westwerk) تم إستكماله لاحقاَّ في كنيسة سان ميخائيل في هيلدسهايم، والتي نشأت بعد عام 1000 مباشرةُ: حيث أن تم إنشاء المبنى طبقًا لخريطة طبوغرافية لنموذج هندسي منظم، مع الصحن الرئيسي والتي لها ثلاث أروقة متداخلة مع ممرين وجوقين ومحرابين. السمات الخاصة لرواق الهيلدسهايم، بالرغم من سقفه الذي مازال خشبياً، هي أن الدعامات البديلة تدعم نظرية الأقواس النصف دائرية: وهذا الُمخطط، والذي يضمن تتابعً الركائز والأعمدة، كان له انتشاراً ملحوظ في وسط أوروبا. كان بمثابة نقطة تحول إعادة بناء كاتدرائية سبييرا (سبيرا الثانية) عام 1080 وذلك بعد الأنتهاء من الكاتدرائية الأولى (سبيرا الثانية) بعشرون عامًا. في البناية الجديدة تم أستئناف النموذج الرائع الخاص بالكنيسة السابقة بصحن أيضاَ واسع ومرتفع، ولكن هذه المرة مغطي بقبة وفوقها صليب بدلاَ من السقف المسطح. بالأضافة الي ذلك فبداخل الممرات أستمر العنصر التزييني لشبة الأعمدة المرتفعة والتي كانت قبل تتحمل الدعائم (الركائز) وبعد ذلك على الجدار وتضمنت أيضاَ السقف.
كان الطابع التشكيلي لكاتدرائية سبييرا الثانية حاضرًا بشكل كبير حيث وصل لإنشاء ثلاث طبقات من الركائز والأعمدة، حيث أن كل واحدة منهم طرأ عليها تطور لكل عنصر مستخدم من قبل: القباب، الأقواس، الأقواس المطلة على الممرات الجانبية والأقواس بدون فتحات حول النوافذ. في الخارج تم إنشاء مُتحف والذي يحيط بالكنيسة من أعلى المقصورات والتي تتميز بأقواس فوق الأعمدة: والتي تُفيد في بناء الأجزاء الأكثر قدمًا في المبنى والتي أستمرت في العديد من أبنية الأقليم وذلك لأضافة تأثير ضوئي وظلّي أكثر من كونه له أستخدام عملي حقيقي.
نموذج أخر لعمارة هذا العصر وهي كنيسة دير سانتا ماريا لاغ والتي بدأت 1093 وأنتهت في القرن الثالث عشر. على الرغم من مرور فترة زمنية طويلة من إنشأها، إلا أن مظهر البناء فريد ومميز بتقريب الأحجار المختلفة بشكل معقد. الجزء الأساسي يشمل المنطقة الأثرية للممرو الويستوير وكلا منهم محاط ببرجين (من جانب القاعدة مُربعة ومن الجانب الأخر مُستديرة). بالأضافة إلى تقاطع الرواق وصحن الكنيسة والتي تقوم عليها الهيكل المُثمن الأضلاع، بينما الويستويرك محدد من قبل برج متين مكون من أحجار متداخلة في بعضها البعض وذات أسقف مائلة والتي تمثل أعلي مستوى في الكنيسة. إن الجدران الخارجية مُزخرفة بأحجار قاتمة وأقواس مُعلقة.
كان عاملاً مهمً لرسوخ الأسلوب الرومانيسكي ما يسمي بمدرسة كولونيا، حيث قبلما تندلع الحرب العالمية الثانيةكان يوجد الكثير من الكنائس الرومانيسكية والتي تتميز بطرف مخروط ثلاثي، كما في كنيسة سانتا ماريا على سبيل المثال في كابيتول والتي يحددها من الجانب الشرقي منها ثلاثة محاريب متعامدة علي بعضهم البعض.

## بورجونيا

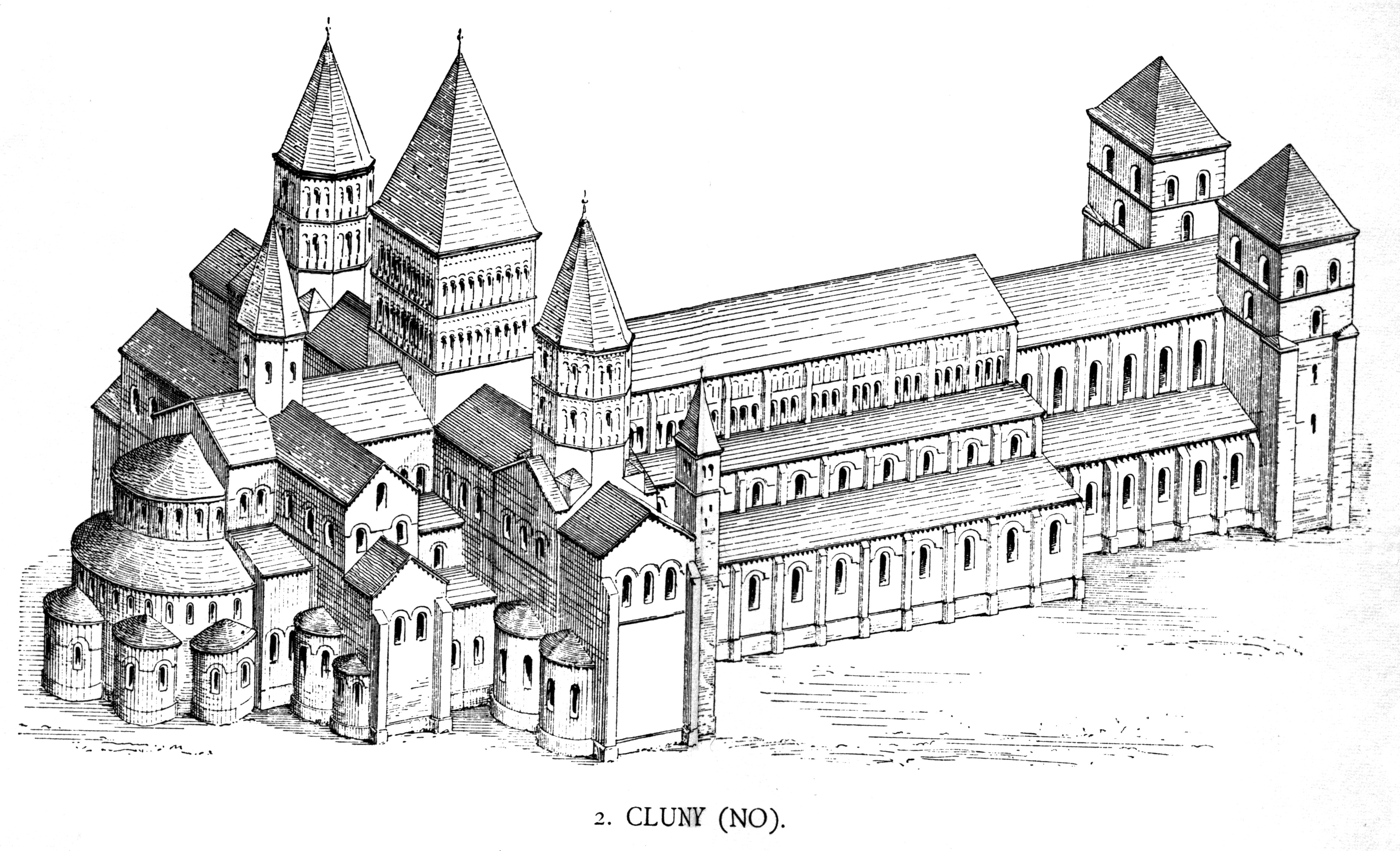
Ricostruzione di Cluny III

يتواجد في بورجونيا دير كلوني المتين والذي شهد إعادة بناء الكنيسة الرئيسية (كلوني الثانية) وذلك ما بين 948 و 981، والتي أشتهرت بحفرياتها الأثرية وتواجد بيت الكاهن الفسيح وجوقة ثلاثية بممر.
تأسست الكنيسة الثالثة (كلوني الثالثة) في عام 1088، والتي تتميز بمساحة ضخمة: حيث يبلغ 187 أمتار والمزودة بساحة وخمسة أروقة، وجوقة ممتدة بممر ومحاريب مُتصلة، وهو ممر مزدوج بخمسة أبراج. في نهاية القرن الثامن عشر ومطلع القرن التاسع عشر أصبحت علمانية وتم تدميرها تدريجيًا، حيث أنه تم اقتحامها أثناء الثورة الفرنسية على الرغم من أنها أكبر كنيسة أوروبية. اليوم لم يتبق سوى بعض بقايا الصليب الجنوبي للممر الشرقي ولأحد الأبراج، والتي عن طريقها من الممكن أن نأخد فكرة عن عظمتها المثيرة للأعجاب. الكثير من كنائس المنطقة أتخذو كنيسة كلوني نموذجً، فعلى سبيل المثال في كنيسة «باراي لي مونييل» والتي يوجد بها بنية الجدران الخاصة بصحن الكنيسة والممر والمقسمة وفقًا لثلاثة أنماط والسقف بقباب نصف دائرية. ومن المثير للأهتمام ملاحظة أن سلسلة الأقواس المعمارية كانت مقوسة بدقة فعلياَ كما أن الأعمدة مجمعة ومنقوشة عموديً. لقد تم استخدام نفس العناصر الزخرفية بأسلوب رفيع في كاتدرائية سان لازر في أتون، حيث يوجد بدلًا من شبة الركائز الداخلية أنصاف أعمدة (أو أعمدة مربعة داخلية)، والتي من الأرجح مأخوذة من عناصر زخرفية مشابهه حاضره في المدخل الروماني القديم في المدينة.
كما دمرت كنيسة سانت بينين مثل كنيسة كلوني، وهي إحدى أكبر الكنائس الفرنسية القديمة المخصّصة لرحلات الحج، حيث تم بناءها بعد العام الألف بفترة قصيرة من قبل ويليام دي فولبيانو، وهو رئيس الكنيسة المقدسة سان ميشيل. وفي هذة الكنيسة يوجد خارج الرواق ساحة دائرية مستوحاة من المعبد البلاطي في مدينة آخن وأيضاَ شرفات وأبراج متدرجة خارجية.
كما أن في بورجونيا تم تطبيق فن النحت الأثري بشكل كبير على الهندسة المعمارية والتي أصبحت بعد ذلك أحدي العناصر الرئيسية للرومانيسكية.

## لنكدوك وميدي بيرنيه

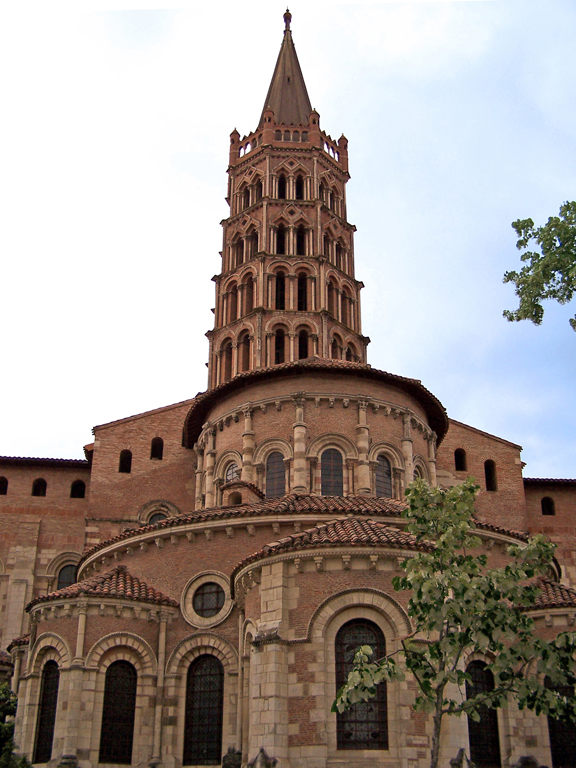
Saint-Sernin a Tolosa

تطور أيضًا الأسلوب الرومانيسكي في لنكدوك في فترة مبكرة، ويرجع ذلك إلى النمو الاقتصادي والزيادة السكنية بالإضافة إلى أنقسام السلطة الرئيسية (والتي ساعدت على تطور الأديرة ذات قوة) وتدفق الحجاج والذي أدى أن المنطقة أصبحت مزدحمة. على سبيل المثال كنيسة سانت سيرنين في مدينة تولوز، وهي مرحلة من مراحل الحج، والتي تم إنشاءها قبل عام 1080. في عام 1096، تم تخصيص هيكل الكنيسة الرئيسي ولكن أنقطع هذا العمل المتواصل عام 1118 حتى أكتمال بناء الكنيسة بعد ذلك في القرن الثالث عشر.
كان من المتوقع أن يكون المخطط الأفقي مُتسع بشكل عظيم منذ البداية، مع خمسة أروقة من بينهم الرواق الرئيسي ذات فخامة كبيرة، حيث تم تصميم مساحة لبيت الكاهن شاسعة متصلة وبرج شاهق متقاطعا مع الممر وصحن الكنيسة، كما أن سقف الكنيسة تم بناءه على شكل قبة نصف كروية. أنه حقا لرائع النتاج النحتي الذي تزينت به الكنيسة.
في الوقت نفسه في ميدي بيرنيه بُنيِ مرحلة أخرى أساسية في طريق سانتياجو في كومبوستيلا، في دير سان بيترو في مويساك، له أهمية خاصة للدير الذي أُنشى عام 1110. كما أن مساحة كبيرة رباعية الزوايا تشتهر بستة وسبعون أعمدة أعلاها منقوش ومنظمة وفقا لتعاقب أعمدة صغيرة مُزدوجة وفردية. على جانب الأعمدة الركنية والمركزية يوجد أيضًا أثنا عشر إطارًا مُزخرفًا وقليل البروز بدعامات ذات الحجم الطبيعي. كما يلاحظ في طريق سنتياجو في كومبوستيلا رومانيسكية الكاتدرائية السابقة «سانتا ماريا» في أولورون سانت ماريا، والتي يرجع تاريخ إنشاءها للقرن الثاني عشر من قبل غاستون الرابع، فيسكونت بيرن وهي المقر الأسقفي في ذلك الوقت لأبرشية أولورون.

## نورمانديا وأنجلترا
(القبة المضلعة المصنوعة من الحجر في مقاطعة درهام كانت الأولي من نوعها في كنيسة أوروبية والتي وحدت البنية الداخلية بزخرفة معمارية رائعة حجرية ومساحة مثلثة عازلة). 
في نورمانديا عام 1025 قام ويليام دا فولبيانو بتأسيس كنيسة بيرنيه، بها رواق على شكل شبة دائري وقبة التي فوقها الصليب في الأروقة الجانبية . يتخلل الأقواس نوافذ ذات فتحتين والتي ينتج عنها فتحات لمقصورة غير موجودة . 
ولقد بدأ ويليام الفاتح بالفعل برنامجه لأعمال سكنية مهمه في نورمانديا والتي تم أستئنافها بعد عزو أنجلترا وذلك بنتائج مشابهه في الأقليم الجديد أيضا .
ولقد تم بناء الكنيسة الكاتدرائية نوتردام في جوميجز ما بين عام 1040 وعام 1067 والتي تم بنائها علي نسق بيرنيه والدير الأصلي مونت سان ميشيل . حيث قدمت بعض الخصائص التي تقوم علي الأسلوب المعماري الجديد والتي تم تطويرها في البنايات التالية: 
- الرواق الرئيسي والتي تم تطويره من حيث الأرتفاع خاصتا .
- جدران الصحن الرئيسي والمقسمه الي ثلاث درجات: قباب جانبية مع الأروقة الصغري الجانبية .
- أقامة نفس الجدران الداخلية بأقواس مرتفعة مكثفة .
- تناوب الأعمدة والدعائم وذلك بأقواس مكثفة .
- تواجد برج رباعي الأضلاع وذلك عند التقاطع ما بين الممر وصحن الكنيسة .